# Orde van de Koningskroon
De Orde van de Koningskroon of Orde van de Friese Ridders is een legendarische ridderorde, waarvan het verhaal vermoedelijk is ontstaan in kringen van Spaansgezinde en katholieke schrijvers.
De orde zou door Karel de Grote in 802 zijn ingesteld om de Friezen die aan zijn zijde tegen de Saksen vochten te kunnen belonen. Net als de legende van de Friesche vrijheid die diezelfde Karel de Friezen zou hebben verleend is er voor het bestaan geen bevestiging te vinden. De eerste ridderorden ontstonden tijdens de kruistochten, 300 jaar na de dood van de keizer. Het verhaal lijkt vooral ontsproten te zijn uit de lectuur van Franse ridderromans.
Het oudste bericht is van Franciscus Mennens in 1613, die - aan de hand van Hamconius - aanknoopt bij het (fictieve) Karelsprivilege waarin wordt verhaald hoe Karel de Grote aan de Friezen het recht gaf de keizerskroon op hun schild te voeren. De jurist André Favine introduceert in 1620 de naam Ordre de la Couronne royale. Joseph Miguel Marquez tekent in 1642 als eerste de legendarische kroon, waarschijnlijk aan de hand van oude wapenboeken. Geliot en Palliot beschrijven de orde in 1660 en zij vermelden dat de ridders op hun witte overkleding of wapenrok een geborduurde gouden kroon ter hoogte van hun maagstreek (l'estomac) droegen.
De ridderorde was gewijd aan de heilige Basilius van Caesarea. Het Latijnse devies zou geweest zijn Coronabitur legitime certans, oftewel "Hij die wettig strijdt zal zeker gekroond worden". Waling Dykstra schrijft hierover:
Deze ridderschap vereerde de keizer, te Rome zijnde, aan de daar toen aanwezige friesche krijgers, als belooning voor de overwinningen onder hunnen koning op de Saxen behaald. Ten teeken hunner vrijheid, waren deze ridders om het gelaat tot de ooren toe geschoren.